# L-функция
L-функция — это мероморфная функция на комплексной плоскости, связанная с одним из нескольких типов математических объектов. L-ряд — это ряд Дирихле, который обычно сходится на полуплоскости, и который может быть аналитически продолжен до L-функции на всей комплексной плоскости.
Теория L-функция стала очень важной, хотя ещё пока во многом гипотетической, частью современной аналитической теории чисел. В ней построены широкие обобщения дзета-функции Римана и L-рядов для характеров Дирихле, а их общие свойства, в подавляющем большинстве случаев пока недоступны для доказательства в систематическом изложении

## Построение
Мы будем различать L-ряды, то есть представления через ряды (например,  ряд Дирихле для дзета-функции Римана), и L-функции, то есть аналитические продолжения функции на всей комплексной плоскости. Общее построение начинается с L-рядов, сначала определяемых как ряд Дирихле, и их разложения в эйлерово произведение с индексом, пробегающим простые числа. Рассмотрение требует доказательства сходимости ряда в некоторой правой полуплоскости поля комплексных чисел. Потом спрашивается, может ли определяемая функция быть аналитически продолжена на всю комплексную плоскость (возможно, с появлением нескольких полюсов). 
Гипотетическое мероморфное продолжение на комплексную плоскость называется L-функцией. Уже в классических случаях известно, что полезная информация содержится в значениях и в поведении L-функции в её нулях и полюсах. Обобщающий термин «L-функция», используемый здесь, включает в себя много известных типов дзета-функций. Класс Сельберга — это попытка описать ключевые свойства L-функций с помощью набора аксиом и, таким образом, начать изучать свойства класса в целом, а не функции по-отдельности.

## Гипотетическая информация
Можно перечислить характеристики L-функций, которые представляют интерес, если обобщить то это:
- Расположение нулей и полюсов;
- Функциональное уравнение, с учётом некоторых вертикальных прямых {\displaystyle \operatorname {Re} s=\operatorname {const} };
- Интересные значения в целых числах, связанные с параметрами алгебраической K-теории

Тщательная работа породила большой объём правдоподобных гипотез, например, гипотезу о точном типе функционального уравнения, которое должно выполняться для L-функций. Так как дзета-функция Римана связана (через свои значения в положительных четных и отрицательных нечетных числах) с числами Бернулли, то идет работа по обобщению этого явления. Уже были получены результаты для p-адических L-функций, которые описывают определенный модуль Галуа.
Статистика распределения нулей представляет интерес из-за их связи с такими проблемами, как обобщенная гипотеза Римана, распределение простых чисел и т. д. Связи с теорией случайных матриц и квантовым хаосом также представляют интерес. Фрактальная структура распределений изучалась при помощи такого метода как "анализ масштабированного диапазона". Самоподобие распределения нулей характеризуется большим значением фрактальной размерности 1,9. Эта достаточно большая фрактальная размерность найдена среди нулей дзета-функции Римана и покрывает как минимум пятнадцать порядков, а также для нулей других L-функций разных порядков и кондукторов.

## Гипотеза Бёрча и Свиннертон-Дайера
Одним из важных примеров, как для истории более общих L-функций, так и как ещё пока открытой исследовательской проблемы, является гипотеза Бёрча и Свиннертон-Дайера. Гипотеза говорит, как можно вычислить ранг эллиптической кривой над полем рациональных чисел (или другим глобальным полем), то есть число свободных образующих его группы рациональных точек. Многие предыдущие работы в этой области стали объединяться вокруг лучшего знания L-функций. Это было похоже на пример парадигмы зарождающейся теории L-функций.

## Восход общей теории
Это развитие предшествовало программе Ленглендса на несколько лет и может рассматриваться как дополняющее его: работа Ленглендса в основном связана с L-функциями Артина, и с L-функциям, присоединенным к общему автоморфному представлению. 
Постепенно стало понятнее, в каком смысле конструкция дзета-функцию Хассе-Вейля может сделать рабочим обеспечение допустимых L -функций - в аналитическом смысле: должен быть некоторый вклад от анализа, что означало «автоморфный» анализ. Общий случай теперь объединяет на концептуальном уровне ряд различных исследовательских программ.